# 紀元前11年
紀元前11年（きげんぜん11ねん）。

## 他の紀年法
- 干支 : 庚戌
- 日本
  - 垂仁天皇19年
  - 皇紀650年
- 中国
  - 前漢 : 元延2年
- 朝鮮
  - 高句麗 : 瑠璃明王9年
  - 新羅 : 赫居世47年
  - 百済 : 温祚王8年
  - 檀紀2323年
- 仏滅紀元 : 533年
- ユダヤ暦 : 3750年 - 3751年

## できごと

### ゲルマニア
- リッペ川の戦い - 大ドルスス率いるローマ軍が勝利した。

## 死去
- 小オクタウィア - アウグストゥスの姉（紀元前69年生）